# Museu Thyssen-Bornemisza
El Museu Thyssen-Bornemisza és un museu d'art a la vila de Madrid. L'origen d'aquest museu és fruit de l'acord d'arrendament (1988) i la posterior adquisició que va fer el Govern d'Espanya (el juliol de 1993), per una banda, la més nombrosa i important, de la col·lecció d'art reunida per la família Thyssen-Bornemisza, com a complement a les pinacoteques i col·leccions nacionals ja existents. El museu té la seu a Madrid, al Palau de Villahermosa, si bé compta amb un dipòsit a llarg termini al MNAC de Barcelona. El seu director és Guillermo Solana.

## L'edifici
Està situat al Palau de Villahermosa, en el cantó del Passeig del Prado amb la Carrera de San Jerónimo, i va ser construït entre finals del segle xviii i començaments del segle xix, en estil neoclàssic, projectat per Antonio López de Aguado per María Pignatelli Gonzaga. En el segle xix va ser una de les mansions més prestigioses de la ciutat, coneguda per les seves vetllades artístiques. Hi va tocar el piano Franz Liszt.
Al segle xx, la finca va ser adaptada com a seu d'una entitat bancària, amb la qual cosa la seva distribució interior va resultar-ne adulterada. Als anys 80, va ser reformada parcialment per a exposicions temporals del Museu del Prado, aleshores acuitat per problemes d'espai. Després de l'acord entre l'Estat Espanyol i els Thyssen, l'edifici va ser escollit com a seu del nou museu. La seva rehabilitació com a museu i la seva posterior ampliació van ser dutes a terme per Rafael Moneo.
Les novetats més elogiades van ser la creació de sales espaioses, de l'estil dels palaus antics; la importància atorgada a la llum solar, amb lluernaris controlats mitjançant sensors; i el canvi de l'accés principal, que passava de la Carrera de San Jerónimo a la façana posterior, més apropiada per a les aglomeracions de públic perquè compta amb un jardí propi. Des d'aleshores es considera la façana principal. L'elecció de marbre per als sòls i de terracota en to torrat per a les parets va ser decisió de Carmen Cervera; i, malgrat algunes suspicàcies, sol elogiar-se perquè dona més calidesa a les sales.
El museu es va inaugurar el 8 d'octubre de 1992, amb la presència dels reis. El 2004 es va ampliar per a albergar la Col·lecció Carmen Thyssen-Bornemisza, amb dos edificis confrontants pertanyents a la família Goyeneche; el primer dels quals fet construir pel comte de Guaqui i el segon, per la Duquessa de Goyeneche. Tant del Palau de Villahermosa com dels dos palaus Goyeneche solament s'han conservat les façanes originals.

## Història de la col·lecció Thyssen-Bornemisza

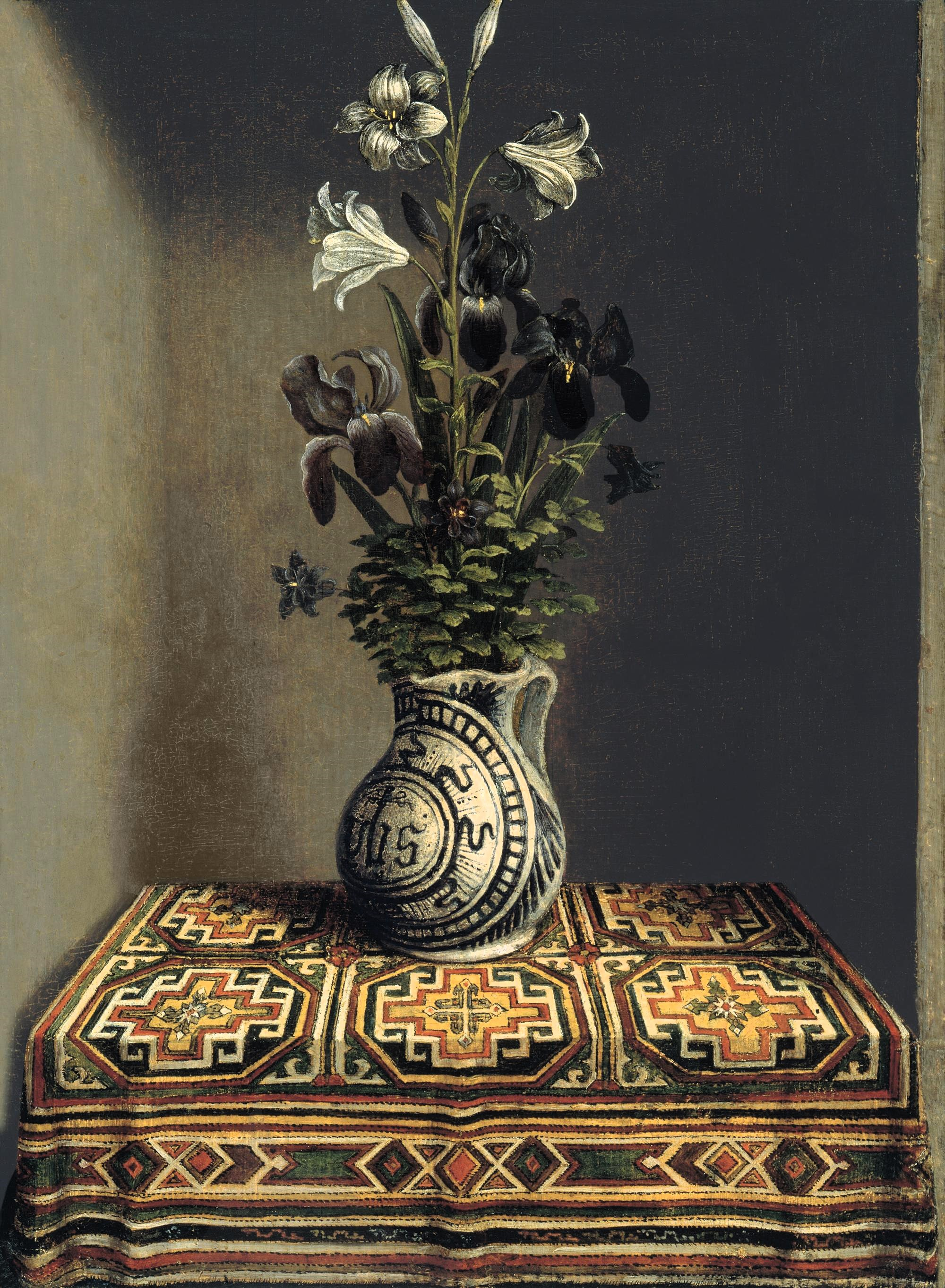
Obra de Hans Memling.

### Inicis
La col·lecció va començar a formar-se el 1920, com col·lecció privada de la família Thyssen. Ja anteriorment, els Thyssen comptaven amb diverses escultures encarregades directament a Auguste Rodin cap a 1906. D'elles, diverses s'exhibeixen al museu, com propietat de Carmen Cervera.
En molt pocs anys (1920-30) es van sumar diverses de les joies principals, d'autors com Dürer, Jan van Eyck, Caravaggio i Vittore Carpaccio. Es diu que la compra de tantes obres mestres va ser possible per la gran activitat que vivia el mercat de l'art, pel crack del 29 i la difícil situació a Europa entre les dues guerres mundials. Molts aristòcrates i magnats americans van haver de vendre les seves col·leccions, i els Thyssen van poder adquirir les millors obres a preus raonables.
No obstant això, la col·lecció no es beneficià del suport del règim nazi. Realment, aquesta branca dels Thyssen no va residir a Alemanya sinó als Països Baixos i Suïssa. La confusió s'explica per l'existència d'altra branca de la saga, també dedicada a la indústria, que sí que va tenir una relació temporal amb Hitler.
La riquesa de la col·lecció va ser tal, que va merèixer una exposició a Múnic ja el 1930. Va ser una revelació, ja que fins llavors la col·lecció havia crescut en secret. Els Thyssen acostumaven a col·leccionar mantenint l'anonimat, per a evitar la inflació de preus.

### Matrimoni Thyssen - Cervera
El Baró Hans Heinrich Thyssen-Bornemisza (1921-2002), popular a Espanya pel seu matrimoni amb Carmen Cervera, va prosseguir la tasca del seu pare, tant amb art antic com especialment amb art del segle xix i posterior, fins llavors exclòs pels gustos conservadors de la família.
El seu primer esforç va ser reunificar la col·lecció, que havia resultat desmembrada el 1947 després de desacords d'herència. Aquesta tasca es va perllongar fins als anys 80, al recuperar la Madonna de la humilitat de Fra Angelico, que havia passat a les mans d'una germana seva. Altres peces, pertanyents a l'anomenada Col·lecció Bentick-Thyssen, no van tenir igual sort; es van subhastar i van dispersar. A les obres mestres heretades, el Baró va unir moltes altres, en una intensa labor d'adquisició que va arribar a cent peces anuals. Això la va convertir en una de les col·leccions privades d'art més valuoses del món, però la seva mateixa envergadura va plantejar el problema d'assegurar el seu futur. El mateix Baró va confessar que, des de principis dels 80, desitjava deixar ben lligat el futur de la col·lecció per a evitar el que havia passat anteriorment, després de la mort del seu pare.
El 1985 el Baró es va casar amb l'espanyola Carmen Cervera i la va introduir en el món del col·leccionisme d'art. La influència de Carmen va ser decisiva per al futur de la col·lecció Thyssen. El Baró tot just tenia una imatge difusa d'Espanya, i va ser Carmen qui li va introduir en el país i en els seus cercles socials. Diversos països es van interessar per albergar la col·lecció, però el govern espanyol va oferir condicions difícils de millorar, i els Thyssen van optar finalment per Espanya. La premier britànica Margaret Thatcher va lamentar aquesta pugna com el seu major fracàs en matèria cultural.

### Adquisició per l'estat
El Museu Thyssen-Bornemisza va obrir les portes al públic a l'octubre de 1992, després d'un acord atípic entre el Baró i el Govern espanyol. Aquest acord, subscrit el 1988, estipulava el préstec de la col·lecció, en règim d'arrendament, per a un termini màxim de nou anys i mig. La llei espanyola estipulava que una obra d'art passa a ser patrimoni nacional després de deu anys d'estada en el país, pel que es va fixar un termini una mica inferior, per si vençut el termini la col·lecció retornava a Suïssa. Per fortuna, no va ser així, ja que el desig últim d'ambdues parts era que la col·lecció es quedés definitivament a Espanya com museu públic. Després d'un any de funcionament del museu, els Thyssen i el govern espanyol van subscriure l'acord de compra de la part substancial de la col·lecció: 775 peces, per un preu de 350 milions de dòlars de l'època. L'elevada xifra va provocar discrepàncies en el Congrés, si bé la valoració de la col·lecció era molt superior.
En contra del que es va suposar, el propòsit del Baró al tancar el tracte no era el lucre econòmic, car realment perdia diners, sinó garantir la pervivència de la col·lecció i compensar, al mateix temps, als seus hereus, erradicant qualsevol risc de posteriors reclamacions. Juntament amb la col·lecció adquirida, tant el museu de Madrid com la subseu de Barcelona van exposar altres peces encara propietat de la família, cedides en dipòsit. Després de l'annex o ampliació inaugurat el 2004 es va incorporar la Col·lecció Carmen Thyssen-Bornemisza, en una modalitat similar de préstec amb opció de compra, i se li va donar prioritat a la funció educativa i d'investigació del Museu, creant-se EducaThyssen, la marca que reuneix totes les accions educacionals de la institució, depenent del Area d'Investigació i Extensió Educativa del Museu.
La baronessa Thyssen-Bornemisza ha seguit involucrada en la Fundació del Museu Thyssen. Al maig de 2006, va declarar públicament el seu rebuig als plans de reforma que l'Alcalde de Madrid, Alberto Ruiz-Gallardón, ha formulat per a la reorganització del Passeig del Prado. L'augment del trànsit, així com la tala d'arbres del Passeig són les objeccions principals de Carmen Cervera a aquestes reformes. Ara bé, els seus detractors han desvelat que també es van talar arbres durant les obres d'ampliació del Museu.
El gener del 2017 es va fer pública la intenció d'obrir una nova seu del museu a Andorra la Vella.

## Col·lecció d'art

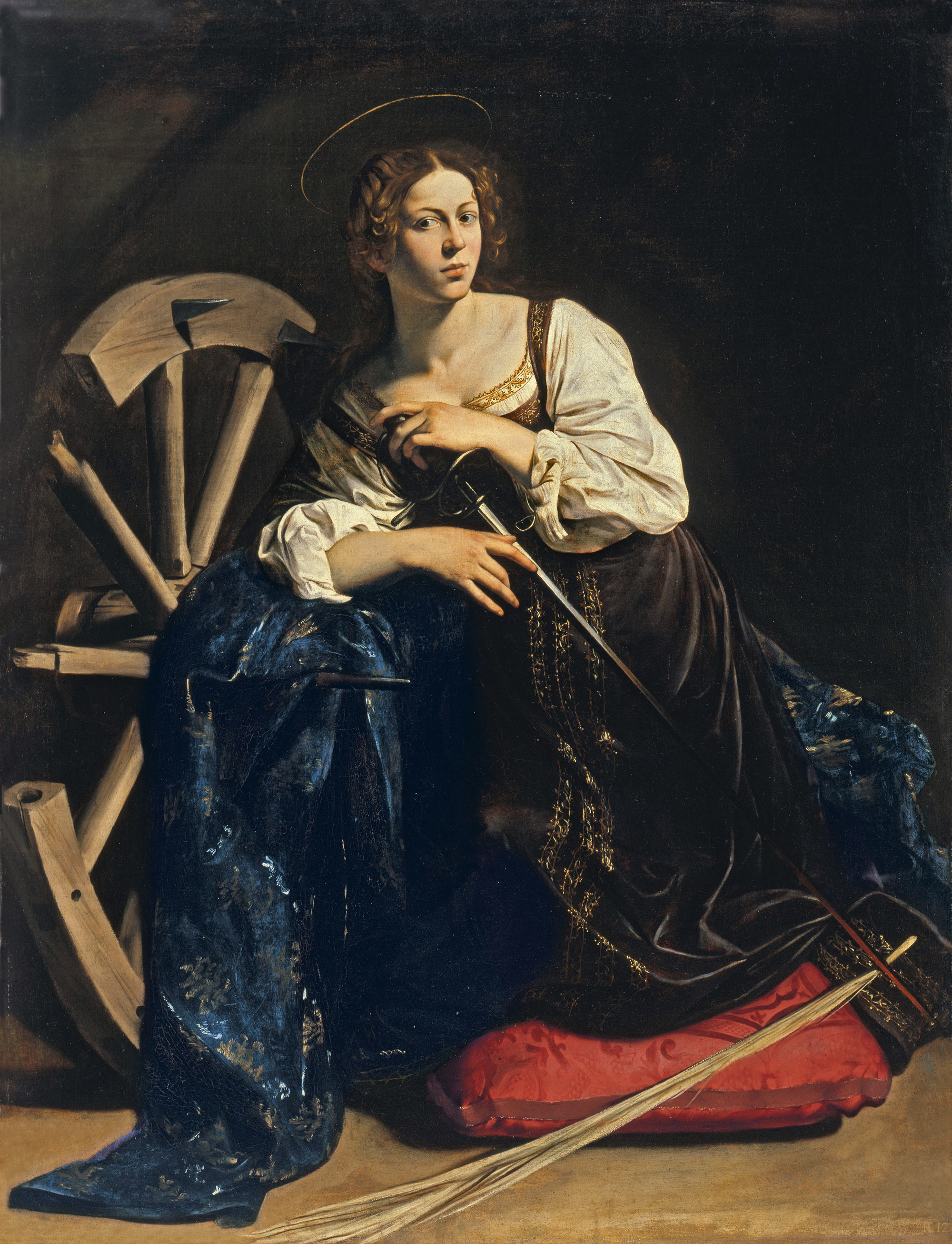
Santa Caterina d'Alexandria, una de les obres de Caravaggio exhibides al museu.

El museu de Madrid mostra les seves col·leccions de forma cronològica, de manera que comença al Gòtic i conclou al segle xx. Pot il·lustrar per si solament l'evolució de la pintura europea i nord-americana, encara que dona especial importància al context artístic de Madrid per les seccions que complementen al Museu del Prado i al Museu Reina Sofia, sobretot en pintura medieval italiana, barroc holandès, i corrents internacionals a partir de l'impressionisme. Molts artistes, des de Duccio al segle xii fins a Lucian Freud, tenen en el Museu Thyssen la seva única presència en museus espanyols.
En la segona planta es fa un recorregut pel cicle que va del Gòtic i el Renaixement fins al Classicisme del segle xvii.
El Quattrocento italià compte amb exemples de mestres italians com Paolo Uccello, Domenico Ghirlandaio i Piero della Francesca. El Jove Cavaller de Vittore Carpaccio és una joia clau i es considera el primer retrat de cos sencer pintat a Europa. El renaixement alemany compte amb més de 40 peces, un conjunt més ric que el del Prado que inclou a Durero, els Cranach, un famós retrat d'Enric VIII d'Anglaterra de Hans Holbein el Jove i altres exemples de Hans Baldung Grien, Albrecht Altdorfer, etc.
Els primitius flamencs no igualen la riquesa del Prado, encara que aquí es custodia l'únic exemple de Jan Van Eyck a Espanya: Díptic de l'Anunciació. Destaquen també una petita Verge de Van der Weyden, altra de Petrus Christus i una escena religiosa de Robert Campin. Una galeria amb vista al Passeig del Prado està dedicada a Rafael, amb un retrat de noi jove, Bronzino, Paris Bordone i antiguitats en préstec.
Sales pròximes alberguen obres destacades com un Sant Jerònim de Tiziano, dos llenços de Tintoretto, Bassano, tres de El Greco, una escultura de Bernini propietat de Carmen Cervera i la famosa Santa Caterina d'Alexandria de Caravaggio, El Descanso en la huida a Egipto (1725), El Sacrificio de Polixena (1730) de Giambattista Pittoni entre d'altres. Dels barrocs espanyols, destaquen dos llenços de Ribera i un de Bartolomé Esteban Murillo.

### Primera planta
En la primera planta es mostra la col·lecció de pintura holandesa, amb Frans Hals i Rembrandt. Un autoretrat d'aquest últim, que es marginava com còpia, va ser autenticat com original seu. Aquesta planta alberga també obres del Realisme, Rococó amb Watteau, François Boucher, Fragonard, Giambattista Tiepolo i Canaletto, diverses pintures angleses de Thomas Gainsborough i Thomas Lawrence, tres retrats de Goya com els d'Asensi i l'anomenat Oncle Paquet, Romanticisme amb petits quadres de Delacroix i Géricault, i culmina amb els moviments impressionistes, amb gairebé tots els mestres destacats: Auguste Renoir, Degas, Pissarro… Van Gogh compte amb quatre obres de diferents etapes, i Gauguin només està present amb una, si bé l'edifici annex, amb la Col·lecció Carmen Thyssen-Bornemisza, alberga un conjunt molt rellevant.
És cridaner el conjunt de pintura nord-americana dels segles xviii i xix, una àrea de la història de l'art poc coneguda a Europa. Encara més rellevant el fons de l'Expressionisme alemany, amb abundants mostres de Kirchner, Emil Nolde, Max Beckmann, etc. La joia d'aquest conjunt és possiblement Metropolis, de George Grosz.

### Planta baixa
La planta baixa reuneix obres del segle xx, des del cubisme i les primeres avantguardes, fins al Pop Art. Destaquen algunes obres mestres de Picasso, com Arlequí amb mirall, una cursa de toros i una composició cubista. Juan Gris, Piet Mondrian, Marc Chagall, Edward Hopper, Salvador Dalí… són només alguns dels moltíssims artistes reunits. Molts d'ells són rareses en el circuit espanyol de museus, pel que per a veure les seves obres, cal acudir al Museu Thyssen.